# Osmia stangei
Osmia stangei är en biart som beskrevs av Genaro 2001. Osmia stangei ingår i släktet murarbin, och familjen buksamlarbin. Inga underarter finns listade i Catalogue of Life.